# Mariandl
Série
Les Fiançailles de Mariandl
(1962)
Pour plus de détails, voir Fiche technique et Distribution.
Mariandl (en français, Marianne) est un film autrichien réalisé par Werner Jacobs sorti en 1961.
Il s'agit d'une nouvelle adaptation de la pièce Der Hofrat Geiger de Martin Costa (de), déjà adaptée en 1947 sous ce nom.

## Synopsis
À Dürnstein, Marianne Mühlhuber tient avec courage le "Goldene Gans", un hôtel délabré, où elle vit avec le vieux Windischgruber et accueille en ce moment Mariandl, sa fille de 17 ans, née d'une liaison et qui ne connaît pas son père. Les clients ne viennent pas, les dettes s'accumulent. Marianne est importunée par Gustl Pfüller, marchand de vin et propriétaire du "Hotel Post".
Mariandl, qui a grandi avec sa tante à Berlin, va au ministère à Vienne pour connaître les motifs du refus de sa bourse pour faire des études de musique. Elle rencontre d'abord le secrétaire Peter Hofer, puis son supérieur, le conseiller Franz Geiger, qui s'occupe personnellement de son dossier.
Franz Geiger découvre que Mariandl est sa fille. Franz, encore célibataire, se souvient du temps où, oberleutnant, il aimait Marianne Mühlhuber. Il suit la jeune fille à Dürnstein où Marianne Mühlhuber est sur le point de vendre l'hôtel à Pfüller.
Mais tout finit bien : Marianne et Geiger se marient, Mariandl et Peter se mettent en couple, Steffi, l'ancienne fiancée de Peter, et Gustl Pfüller se trouvent des points communs.

## Fiche technique
- Titre original : Mariandl
- Réalisation : Werner Jacobs assisté de Margrith Spitzer
- Scénario : Janne Furch
- Musique : Johannes Fehring, Hans Lang
- Direction artistique : Fritz Jüptner-Jonstorff, Alexander Sawczynski
- Costume : Gerdago
- Photographie : Elio Carniel (de)
- Son : Herbert Janeczka
- Montage : Arnfried Heyne
- Producteur : Herbert Gruber
- Sociétés de production : Sascha-Film
- Société de distribution : Constantin Film
- Pays d'origine :  Autriche
- Langue : allemand
- Format : Couleurs - 1,33:1 - Mono - 35 mm
- Genre : Comédie
- Durée : 85 minutes
- Dates de sortie :
  - Allemagne : 25 août 1961.
  - Danemark : 26 décembre 1961.
  - France : 9 octobre 1964[1].

## Distribution
- Conny Froboess : Mariandl
- Rudolf Prack : Franz Geiger
- Waltraut Haas : Marianne Mühlhuber
- Gunther Philipp : Gustav Pfüller
- Peter Weck : Peter Hofer
- Hans Moser : Windischgruber
- Susi Nicoletti : Franzi
- Edith Elmay : Steffi Holler
- Annemarie Klass : Liesl
- Elisabeth Stiepl : Theres
- Hugo Gottschlich : Ferdl

## Crédit d'auteurs
- (de) Cet article est partiellement ou en totalité issu de l’article de Wikipédia en allemand intitulé « Mariandl (1961) » (voir la liste des auteurs).